# Лудвиг II (Мюнстер)
Лудвиг ландграф фон Хесен (на немски: Ludwig Landgraf von Hessen; * 1282 или 1283; † 18 август 1357, Мюнстер, Вестфалия) е като Лудвиг II от 1310 до 1357 г. 47 години епископ на Мюнстер.

## Биография
Той произлиза от фамилията Брабант. Син е на ландграф Хайнрих I († 1308), основателят на княжеската династия Дом Хесен, и на втората му съпруга Мехтхилда от Клеве († 1309), дъщеря на Дитрих V/VII, херцог на Клеве.
Лудвиг е от 1307 г. каноник в Шартър и Трир, по-късно и в Майнц. През 1310 г. е номиниран за епископ на Мюнстер от папа Климент V с помощта на чичо му граф Ото фон Клеве. Лудвиг подкрепя крал Фридрих Красивия, което води до конфликти с император Лудвиг Баварски.
След смъртта му Лудвиг е погребан в катедралата на Мюнстер.